# 錫馬科塔
錫馬科塔是哥倫比亞的城鎮，位於該國東北部，由桑坦德省負責管轄，始建於1707年，面積1,413平方公里，海拔高度899米，2005年人口8,744，人口密度每平方公里6.19人。
6°27′N 73°20′W / 6.450°N 73.333°W